# Acanthocyclops notabilis
Acanthocyclops notabilis – gatunek widłonoga z rodziny Cyclopidae. Nazwa naukowa gatunku została po raz pierwszy opublikowana w 1950 roku przez rosyjską (radziecką) zoolog Galinę Fiodorowną Maziepową. Miejsce typowe to jezioro Bajkał.